# Francesco Caratti
Francesco Caratti, né vers 1615-1620 à Bissone et mort le 30 janvier 1677 à Prague, est un architecte suisse, actif en Bohême.

## Biographie
Francesco Caratti naît vers 1615-1620 à Bissone.
Originaire du canton suisse du Tessin, il apprend son métier dans le nord de l'Italie, à Vienne, à Valtice et à Prague. En 1652, il s'installe à Prague, où il devient rapidement l'un des plus importants architectes aux côtés de Carlo Lurago et de Giovanni Domenico Orsi de Orsini. Ses principales œuvres à Prague sont l'église Sainte-Marie-Madeleine (cs) à Malá Strana, commencée en 1656, et le Palais Czernin, construit de 1669 à 1692. En dehors de Prague, il construit le palais de Raudnitz pour la famille Lobkowitz de 1653 à 1665.
Parmi ses élèves figurent Giovanni Battista Maderna.
Le 22 novembre 1656, il épouse à Bissone, sur le lac de Lugano, Veronica, fille du noble sculpteur de la cour de Vienne Pietro Maino Maderno. Il avait travaillé avec Maderno à partir de 1645 pour le compte du prince Karl Eusebius von Liechtenstein à Eisgrub, décrit comme un maître tailleur de pierre,,.
Francesco Caratti meurt le 30 janvier 1677 à Prague.

## Bâtiments

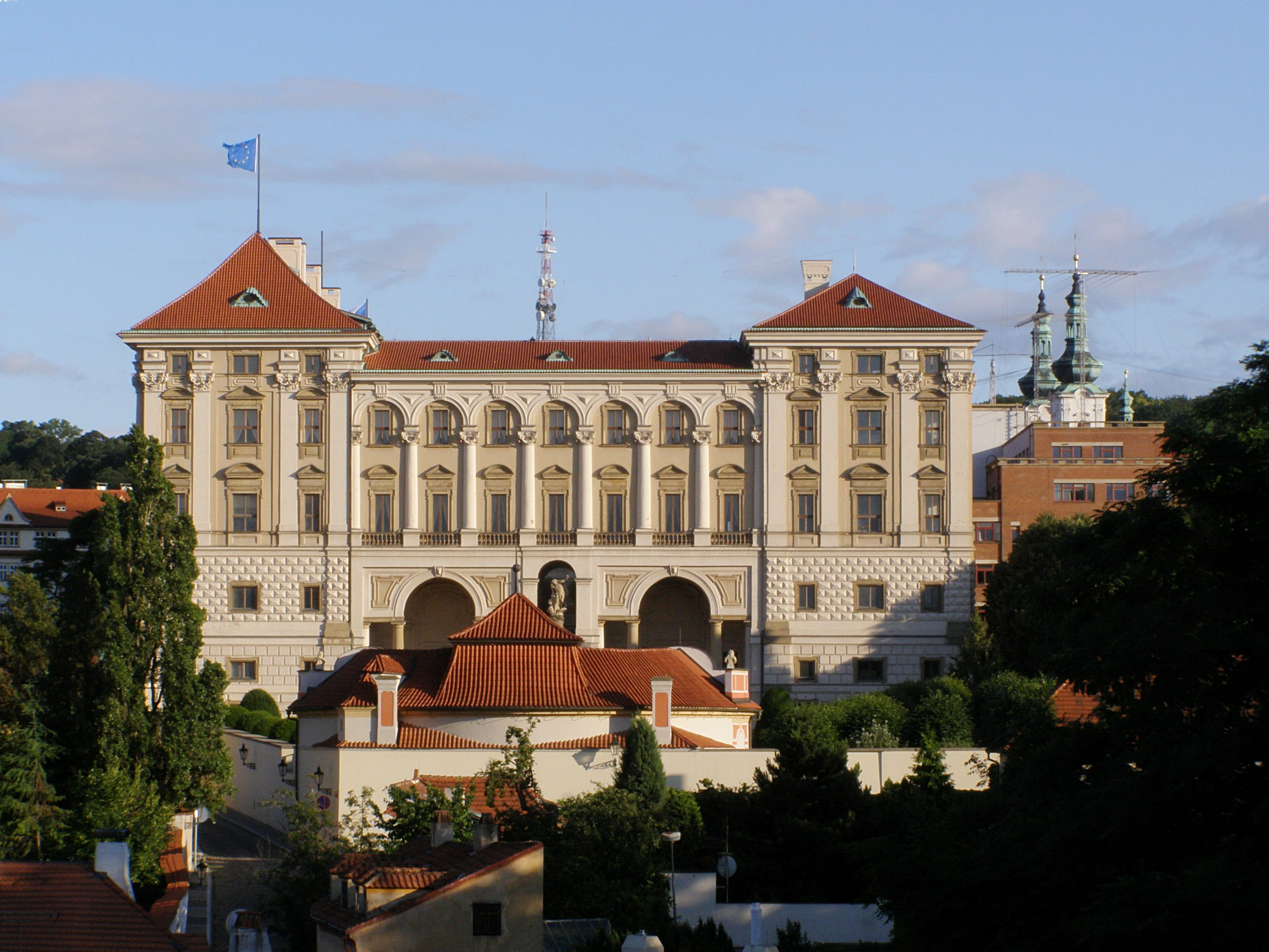
Palais Černín.

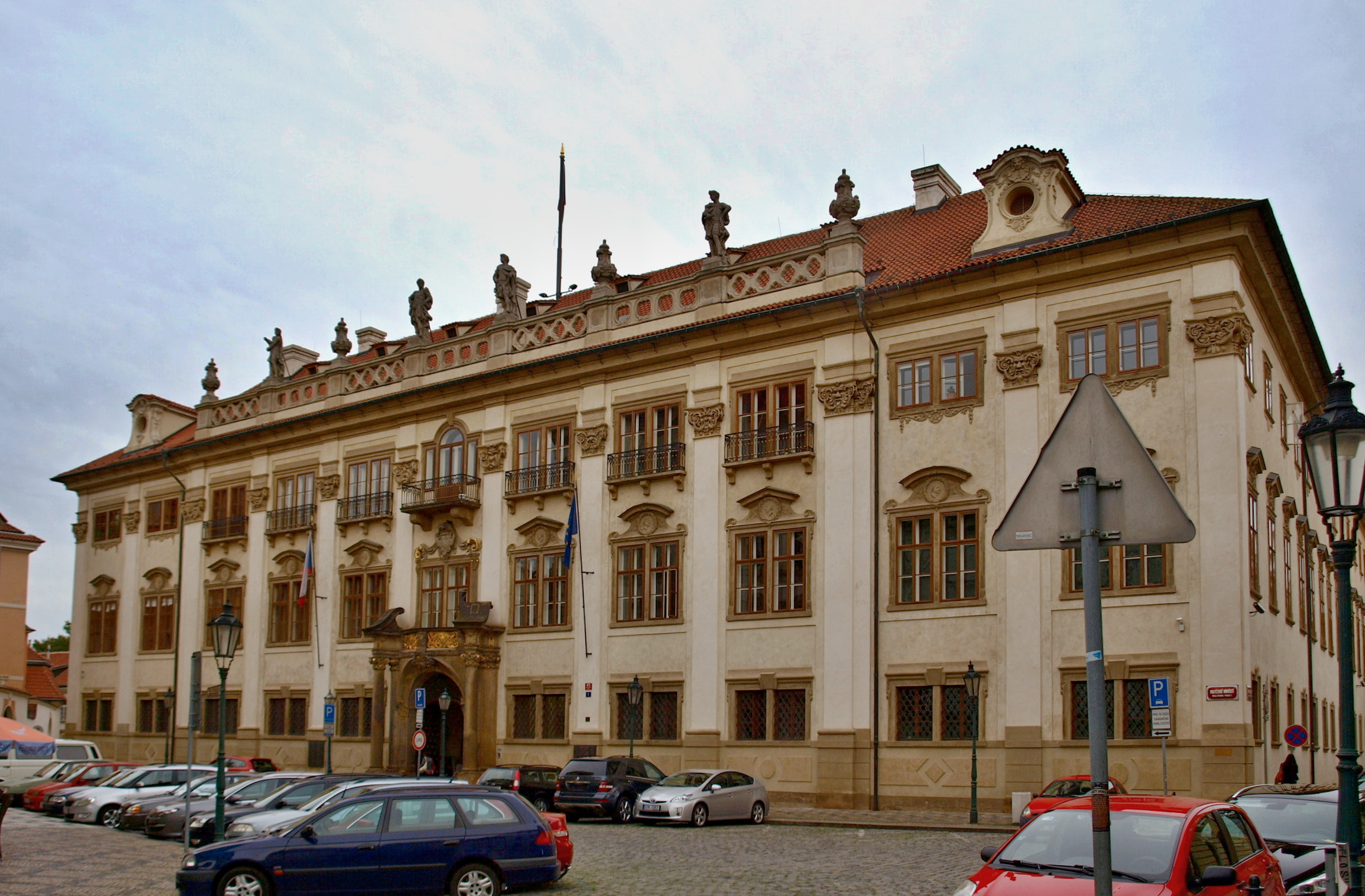
Palais Nostitz.

### À Prague
- Église Sainte-Marie-Madeleine (cs) à Malá Strana
- Palais Černín (l'avant-projet est dit être de Gian Lorenzo Bernini)
- Palais Nostitz
- Projets pour l'aile du bâtiment du Clementinum (exécuté par Carlo Lurago)
- Église Saint-Sauveur : dôme
- Collège des Jésuites près de l'église Saint-Nicolas (avec Giovanni Domenico Orsi de Orsini)
- Ancien palais royal sur Hradschin : fontaine de l'aigle devant l'entrée

### Dans d'autres endroits en Bohême
- Feldsberg (de) : réaménagement du château
- Kosmanos : Hl.-Kreuz-Kirche
- Neuhaus : Baroquisation de l'église Maria-Magdalenen (avec Giovanni Domenico Orsi de Orsini (it))
- Neubistritz : Monastère de l'église de la Trinité des Pères Paulins
- Raudnitz : Baroquisation du château (avec Antonio della Porta)